# Näktergalslundens naturreservat
Näktergalslunden är ett naturreservat i Eftra socken i Falkenbergs kommun i Halland. Området är 5 km² stort, varav hälften är land. Det är skyddat sedan 1960. Området består i huvudsak av alsumpskog och är skyddat på grund av sin betydelse som fågellokal.